# Салунди, Август Иоханнессович
Август (Аугуст-Хайнрих) Иоханнесович Салунди (эст. August Heinrich Salundi; 25 июня 1907 — 4 мая 1974, Вырумаа) — эстонский советский государственный деятель, депутат Верховного совета СССР 2-го созыва.

## Биография
В годы Великой Отечественной войны был партизаном на территории оккупированной Эстонии. Член КПСС.
В 1944—1945 годах возглавлял органы исполнительной власти в волостях Асукюла и Велисе. В 1946—1948 и 1949 годах работал председателем исполкома городского совета Хаапсалу. Затем занимал различные посты в исполнительных комитетах районов Ляэнемаа и Пярну-Ягупи. В 1952—1953 годах — председатель исполкома районного совета Йыгевамаа, затем — руководитель отдела пропаганды и агитации райкома Йыгевамаа. По состоянию на 1960 год — руководитель партийной организации и член сельскохозяйственной бригады в колхозе Ания.
В 1946 году избран депутатом Верховного совета СССР 2-го созыва (1946—1950) от избирательного округа Ляэнемаа.
Скончался в 1974 году.

## Семья
Супруга Хелене Салунди (Ундо, 1913—1985), две дочери.